# برمجيات تعليمية

عرض إحدى البرامج التعليمية حول استخدام نظام ويندوز 95 عن طريق شريط الفيديو.

برمجيات تعليمية وهي أحد البرامج التطبيقية للحاسب الآلي وتستخدم لتدريب مستخدم الحاسب على أحد العلوم أو توضيح فكرة معينة بالرسوم والصور والبيانات والنصوص والصوت والفيديو. ومنها برامج التدريب على الرخصة الدولية ICDL وبرنامج الوجيز في الرياضيات وبرنامج السبورة الذكية وغيرها.

## وصلات خارجية
- برنامج الرخصة الدولية لقيادة الكمبيوتر
- برنامج الوجيز في الرياضيات
- برنامج السبورة الذكية

أ